# Cravache
Cet article concerne la cravache. Pour les types d'instruments de torture, voir Fouet.

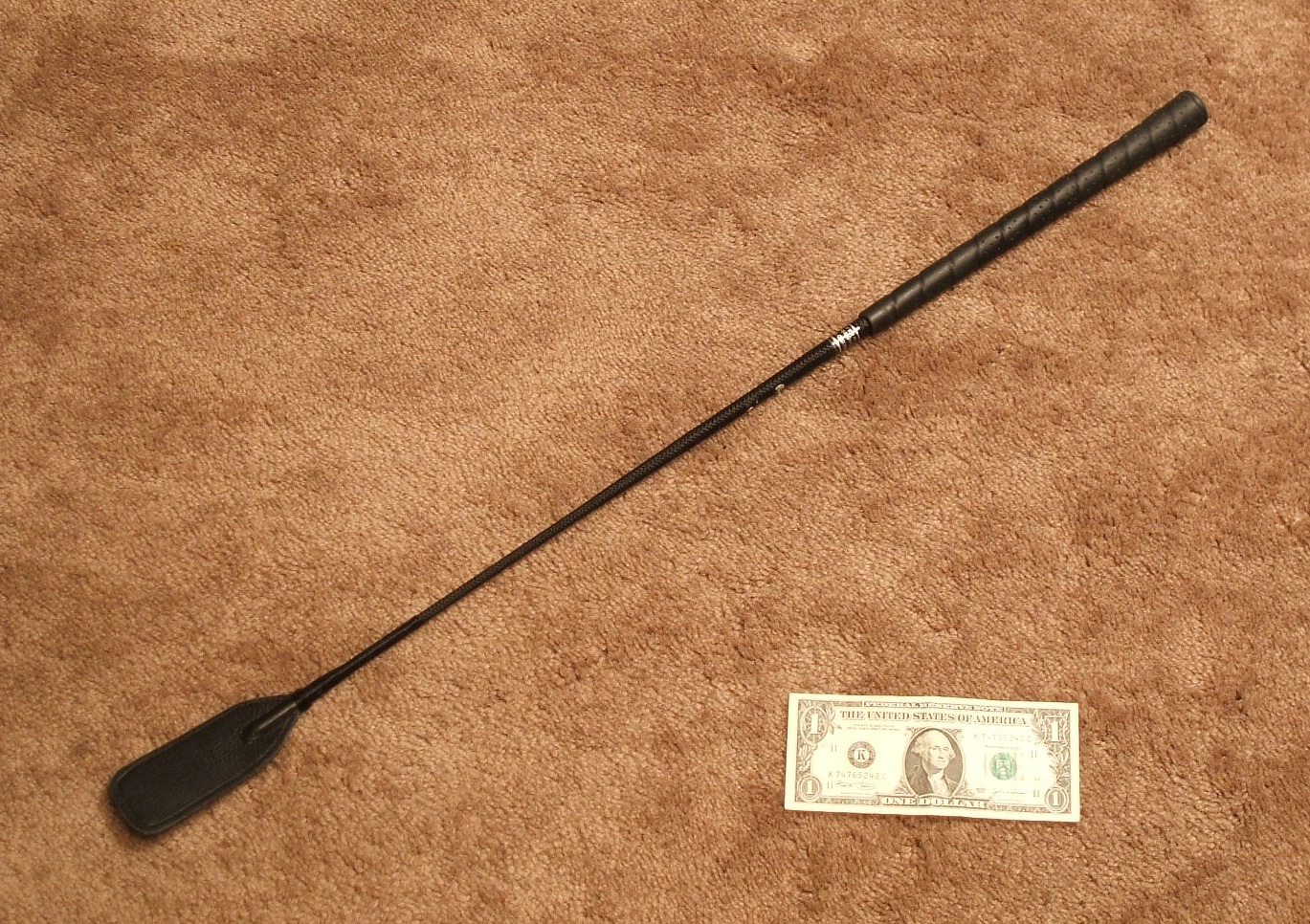
Cravache standard d'équitation

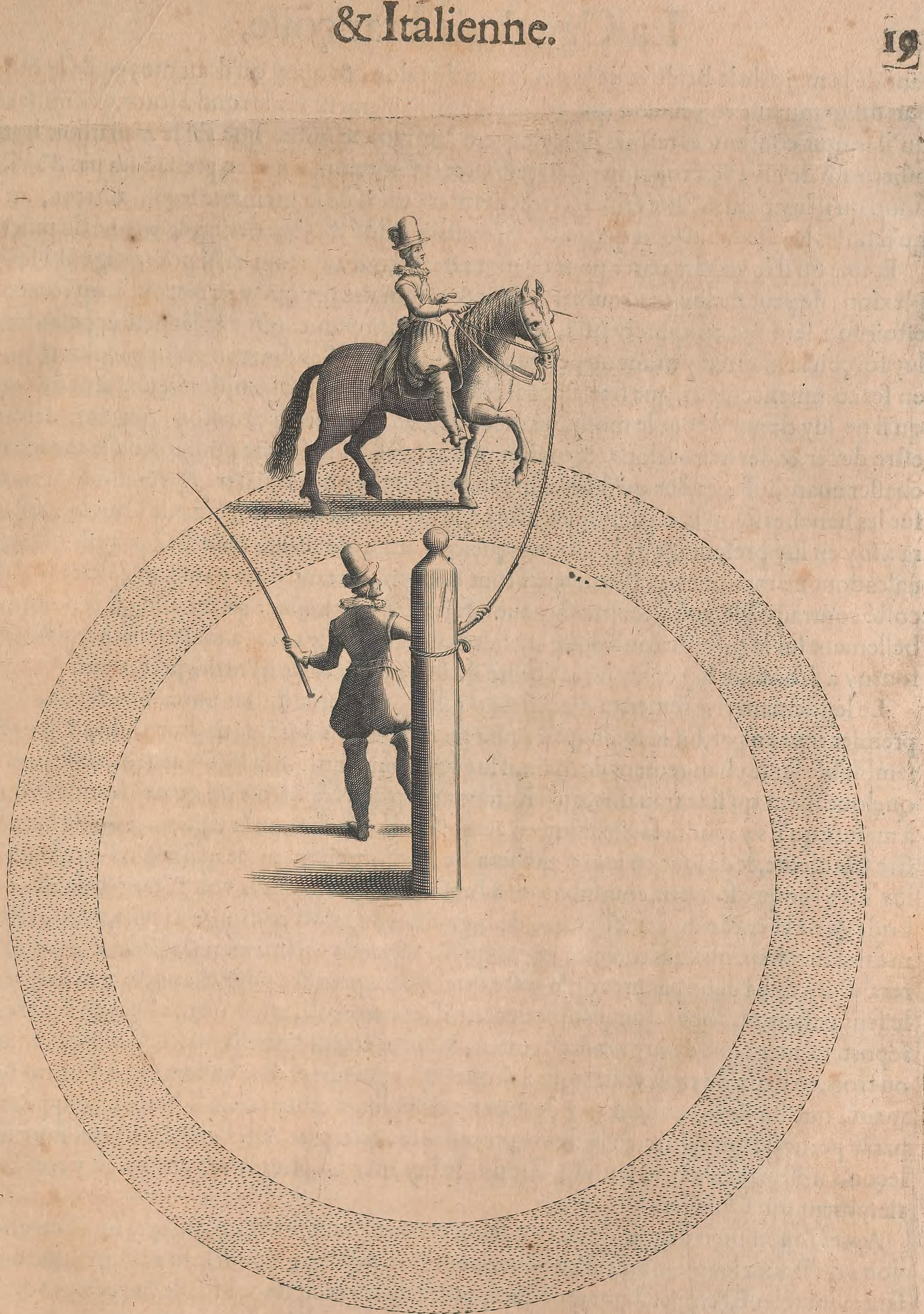
1620.

La cravache est un bâton utilisé par le cavalier en équitation en tant qu'aide artificielle ou instrument de punition. Les cravaches sont plus ou moins longues, plus ou moins épaisses, de couleurs différentes, voire décorées de façon originale. Elles ont aussi des formes variées de poignée et de claquette. Certaines cravaches sont munies d'une dragonne qui permet de ne pas les faire tomber, mais qui s'avère gênante pour les changements de main. Une bonne cravache standard est équilibrée, munie d'une poignée anti-dérapante qui tient bien en main, avec une tige flexible et dynamique et avec une claquette souple et large. En tenant très légèrement et à l'horizontale la cravache par la base de la poignée, celle-ci doit rester parfaitement en équilibre.
L'utilisation de la cravache est controversée, la douleur qu'elle provoque chez le cheval étant largement sous-estimée, d'après les études vétérinaires réalisée à ce sujet. De plus, son utilisation en compétition ne se traduit pas par des chances de victoire plus élevées.

## Types de cravache
Trois types de cravache existent :
- Cravache standard : sa longueur est limitée à 75 cm. Elle est utilisée en saut d'obstacles. Elle est généralement en fibres de verre, recouverte de polyester. Elle est bon marché, et convient plutôt aux débutants, qui s'en serviront surtout pour maintenir l'impulsion et se faire respecter de leur monture.
- Cravache d'obstacle : Elle est beaucoup plus courte, (40 à 50 cm), plus épaisse, et sa claquette est beaucoup plus large (env 5 cm). Elle ne dispose pas de dragonne. Sa petite taille empêche une action précise, mais elle est très peu encombrante. On l'utilise aussi en course (pour ne pas gêner les autres concurrents) et en cross (les obstacles sont parfois sautés de manière acrobatique, il est plus facile de gérer une petite cravache).
- Cravache de dressage : elle est longue, fine, souvent de couleur noire et n'a pas de dragonne. Son rôle est d'agir sur les hanches du cheval, donner une indication au niveau des jarrets ou l'inciter à mobiliser davantage son arrière-main. La cravache de dressage peut être une houssine, longue badine en bois de houx ou de noisetier.

La cravache ne doit pas être confondue avec la chambrière qui est utilisée en travail à pied. C'est un petit fouet qui ne doit être utilisé que par des cavaliers confirmés, maîtrisant bien les aides.

## Fabrication

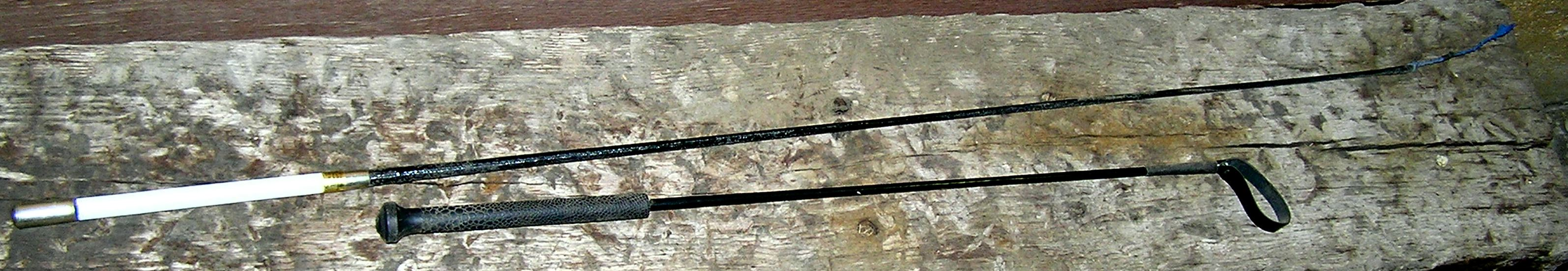
Fouet de dressage (dessus) et fouet de chasse (dessous).

Elle est composée de trois parties :
- Une poignée munie d'un étui antidérapant ;
- Une tige, en plastique souple ou en fibre de verre, parfois en bois tressé pour certains modèles moyen ou haut de gamme ; Il existe encore une fabrication de cravache en bois de micocoulier en France[1],[2] ;
- Une claquette située à l'extrémité, qui sert à faire avancer le cheval. Une large claquette procure un bruit plus impressionnant tout en faisant un peu moins mal.

## Utilisations

### Sports équestres
La cravache a plusieurs rôles. Beaucoup de chevaux travaillent davantage à la vue d'une cravache tenue par le cavalier. Des petits et brefs coups de cravache sur l'épaule, sans relâcher le contact des rênes avec la bouche, stimulent le cheval en cas d'hésitation. De même, la cravache permet de remettre une monture aux ordres. En cas de désobéissance ou de mauvaise volonté persistante, le cavalier peut donner un coup de cravache sur le flanc ou sur les fesses par une action ferme, dans les deux secondes suivant la faute.
Le cavalier peut donner une « leçon de jambe », action éducative consistant à fermer les jambes pour obtenir un mouvement en avant du cheval. En cas de réponse insuffisante, un petit coup de cravache peut être donné derrière la jambe du cavalier, les rênes étant tenues dans une main pour laisser au cheval la liberté d'avancer. Si le cheval obéit, il convient de le flatter. Si sa réaction est lente, le cavalier peur recommencer en donnant un coup sur les fesses de l'équidé.
La cravache reste l'un des rares instruments de correction disponibles pour le cavalier face à un cheval qui refuse la soumission. Certains chevaux répondent fortement à la cravache en donnant une ruade. Dans les faits, la cravache sert peu sauf par son action psychologique. Des traces de coups ne doivent pas être trouvées sur le corps. La cravache est interdite en compétition de dressage, sauf en monte amazone.

#### Réglementation
L'utilisation de la cravache est réglementée. En sport hippique, par exemple, le jockey de course de plat est en France limité à quatre coups. Les sanctions sont assez légères, Olivier Peslier n'ayant été suspendu qu'une journée pour avoir utilisé quatorze fois sa cravache au Prix de l'arc de triomphe. Dans certains pays la réglementation est plus légère.
En concours de saut d'obstacles, la fédération équestre internationale limite le nombre de coups à trois et peut décider de sanctions, comme celle de l'Américain Michael Morrissey condamné à trois mois de suspension et 5 000 euros d'amende pour avoir donné treize coups à son cheval.
Les pays membres de l'Union européenne du trot décident le 15 juillet 2024 que chacune des fédérations membres devra interdire au plus tard le 1er avril 2025 les « coups » de cravache, seules étant permises les « sollicitations », c'est-à-dire l'unique usage du poignet.

### BDSM
La cravache est utilisée en tant que symbole de domination durant les activités sadomasochistes. Ce matériau est également le seul lien évident dans la scène stéréotypée fétichiste[pas clair]. En règle générale, la cravache sert à punir le soumis ou la soumise dans un cas éventuel de désobéissance.[réf. nécessaire]

## Controverses
L'utilisation de la cravache sur le cheval est controversée. Alors que de nombreux utilisateurs jugent son action indolore (France Galop ne la considère pas comme dangereuse), l'étude vétérinaire du chercheur australien Paul McGreevy, publiée en 2011 dans PLOS ONE, met en exergue la souffrance qu'elle peut provoquer chez le cheval, et son inadéquation avec la protection animale. La retransmission des courses hippiques banalise son utilisation et en fait, d'après lui, « la forme de violence la plus publique ». En sport hippique comme en équitation western, l'utilisation de la cravache n'entraîne pas davantage de victoires (certains Pur-sangs champions, comme Black Caviar, n'en ont pas besoin), le Pur-sang étant déjà issu d'un élevage sélectif qui le pousse à galoper le plus vite possible. Au contraire, l'utilisation de la cravache sur un cheval trop fatigué pour accélérer soulève des questions éthiques. Les analyses montrent que plus de la moitié des coups de cravache donnés durant les derniers 200 mètres d'une course touchent le cheval, et que 64 % des impacts se font par la partie non-rembourrée de la cravache. La plupart des coups laissent une marque visible sur le corps de l'animal. 
Les autorités des courses estiment généralement que, même si le cheval reçoit des coups pendant la course, l'adrénaline libérée dans son organisme le rend insensible. Cet avis n'est pas partagé par l'étude vétérinaire, d'après laquelle un coup de cravache mal placé entraîne des inflammations, et donc une douleur qui persiste après la course. Les cravaches « anti-douleurs » ne seraient pas efficaces.
Une autre étude utilisant la thermographie, publiée en 2015 par une chercheuse australienne, arrive aux mêmes conclusions. La douleur que la cravache génère chez le cheval est sous-estimée, sa peau étant sensible car richement innervée.
Plusieurs journalistes (aux États-Unis comme en France) s'interrogent sur l'utilisation de la cravache dans les courses hippiques, et estiment qu'elle constitue une maltraitance. Après le Prix d'Amérique 2022, plusieurs commentateurs suédois considèrent que le système hippique français ne sanctionne pas suffisamment l'usage excessif de la cravache. En 2022, Svensk Galopp, organisme gérant les courses de galop en Suède, interdit l'usage de la cravache.

#### Articles
- Christa Lessé-Lasserre, « Sur les traces de la cravache », Cheval Magazine, no 502,‎ septembre 2013, p. 64-65
- « La cravache dans tous ses états », 24 h au trot by Province courses, no 694,‎ 21 juillet 2022, p. 1-3 (lire en ligne)